# Llista d'episodis de Samurai Champloo
Samurai Champloo (サムライチャンプルー, Samurai Chanpurū) és una sèrie d'anime dirigida per Shinichiro Watanabe, produïda pels estudis Manglobe i estrenada el 19 de maig de 2004 per Fuji TV. La sèrie està ambientada en el període feudal d'Edo i protagonitzada per samurais sense senyor (Rōnin) que amb la companyia d'una jove noia trobaran el samurai que fa olor de girasol. La sèrie barreja acció de lluites de samurais, aventura i comèdia de la vida quotidiana, i també destaca la seva banda sonora anacrònica de música hip-hop.
Està formada per 26 episodis de mitja hora de duració cadascun, dividits en dues temporades. La primera remesa d'episodis fou emesa el 20 de maig de 2004 fins al 23 de setembre del mateix any, mentre que la segona, el 22 de gener de 2005 fins al 19 de març del mateix any.
A Espanya, la sèrie fou emesa per Cuatro el 10 de febrer de 2006 i també fou distribuïda en DVD per Selecta Vision. A Catalunya, la sèrie d'anime fou estrenada el 20 d'abril de 2007 fins al 9 de novembre del mateix any pel canal K3, reemetent-se posteriorment en diverses ocasions.

## Llista d'episodis
Aquesta llista inclou el títols dels episodis en versió original i traduïda en català, així com la seva data d'emissió original i a Catalunya:
| # | Títol en català                                                                    | Data d'estrena al Japó | Data d'estrena a Catalunya |
| --- | ---------------------------------------------------------------------------------- | ---------------------- | -------------------------- |
| 1 | Caràcters tempestuosos Shippuu dotou (疾風怒涛)                                    | 20 de maig de 2004     | 20 d'abril de 2007         |
| Després d'una trobada casual, en Mugen i en Jin s'emboliquen en un duel a mort i són arrestats per un magistrat corrupte. Aconseguirà la Fuu alliberar-los i convèncer-los que l'acompanyin en la seva recerca?                               |                                                                                    |                        |                            |
| 2 | Venjança nocturna Hyakkiyakō (百鬼夜行)                                            | 3 de juny de 2004      | 27 d'abril de 2007         |
| Un home que va perdre una mà en el seu combat contra en Mugen al saló de te torna a la recerca de venjança. Per això, contractarà un monstre anomenat Oniwakamaru que, sota la seva temible aparença, amaga un bon cor.                       |                                                                                    |                        |                            |
| 3 | Cèrbers de lloguer (1a part) Ishindenshin sono ichi (以心伝心 其之壱)              | 10 de juny de 2004     | 4 de maig de 2007          |
| Cansats de les queixes de la Fuu, en Mugen i en Jin decideixen seguir camins diferents. Però es tornaran a enfrontar com a guardaespatlles de faccions yakuza rivals, mentre que la Fuu continua atrapada en un bordell enmig del conflicte.  |                                                                                    |                        |                            |
| 4 | Cèrbers de lloguer (2a part) Ishindenshin sono ni (以心伝心 其之弐)                | 17 de juny de 2004     | 11 de maig de 2007         |
| L'enfrontament entre les dues bandes yakuza rivals arriba al seu punt crític i comença a vessar-se sang en tots dos bàndols. La destinació del llogaret es decidirà en un partida de daus amb la Fuu com a àrbitre.                           |                                                                                    |                        |                            |
| 5 | Anarquia artística Bajitōfū (馬耳東風)                                             | 24 de juny de 2004     | 15 de juny de 2007         |
| En un intent d'aconseguir diners per pagar el ferri, la Fuu s'ofereix per posar com a model per a un jove pintor. El que ella no sap és que les seves pintures no són res més que una tapadora per a una fosca trama de tràfic d'esclaves.    |                                                                                    |                        |                            |
| 6 | A la recerca del foraster Akage Ijin (赤毛異人)                                    | 1 de juliol de 2004    | 22 de juny de 2007         |
| Després de derrotar la Fuu en un concurs d'endrapadors, un estranger obsessionat amb la cultura japonesa els contracta tots tres perquè facin de guies turístics a Edo. Mentrestant, un grup d'homes intenta atrapar l'estranger.             |                                                                                    |                        |                            |
| 7 | Un negoci arriscat Shimensoka (四面楚歌)                                           | 8 de juliol de 2004    | 29 de juny de 2007         |
| La preocupació d'un noi per la salut de la seva mare l'ha dut a saltar-se la llei fent de carterista. Fuu coneix la seva història de primera mà, però, fins on arribarà la seva pietat quan ell l'agafi com a ostatge?                        |                                                                                    |                        |                            |
| 8 | L'art de la batussa Yuigadokuson (唯我独尊)                                        | 15 de juliol de 2004   | 6 de juliol de 2007        |
| Un excèntric guerrer repta tots els samurais amb ulleres que troba al seu pas en el seu camí cap a la grandesa. El seu veritable objectiu sembla que és Jin, que, per sort o per desgràcia, ha empenyorat les seves ulleres per poder menjar. |                                                                                    |                        |                            |
| 9 | Bandits del beatbox Chimimōryō (魑魅魍魎)                                          | 22 de juliol de 2004   | 13 de juliol de 2007       |
| 10 | Bogeria letal Idoku Seidoku (以毒制毒)                                             | 29 de juliol de 2004   | 20 de juliol de 2007       |
| Un mortífer assassí ha estat eliminant destacats samurais amb uns poders que semblen sobrenaturals. Aconseguirà Mugen sobreviure al repte letal d'un espadatxí amb set de venjança entrenat pels monjos Shaolin?                              |                                                                                    |                        |                            |
| 11 | Jugadors i galants Daraku Tenshi (堕落天使)                                        | 5 d'agost de 2004      | 27 de juliol de 2007       |
| Mentre en Mugen aposta en les baralles d'escarabats, una trobada casual fa que Jin s'enamori d'una jove prostituta el primer dia que va a treballar. Trobarà la manera d'alliberar-la del destí imposat per un marit abusador?                |                                                                                    |                        |                            |
| 12 | El diari de la discòrdia Onkochishin (温故知新)                                    | 12 d'agost de 2004     | 3 d'agost de 2007          |
| 13 | Brivalls esgarriats (1a part) An'ya Kōro sono ichi (暗夜行路 其之壱)               | 26 d'agost de 2004     | 10 d'agost de 2007         |
| Al seu pas per la costa, en Mugen es retroba amb el seu violent passat en la forma de Mukuro, un antic camarada que una vegada el va trair. Un deute pendent i una aposta perduda el fan tornar a la pirateria.                               |                                                                                    |                        |                            |
| 14 | Brivalls esgarriats (2a part) An'ya Kōro sono ni (暗夜行路 其之弐)                 | 2 de setembre de 2004  | 17 d'agost de 2007         |
| El pla per robar el carregament d'or de la nau del Shogunat no surt com estava previst i en Mugen acaba a la deriva al mig del mar. Mentrestant, un segon pla guardat en secret continua el seu curs sense que ningú se n'adoni.              |                                                                                    |                        |                            |
| 15 | Un botí fraudulent Tettō Tetsubi (徹頭徹尾)                                        | 9 de setembre de 2004  | 24 d'agost de 2007         |
| Després de trobar un misteriós botí al riu, en Mugen i en Jin s'apressen a anar al bordell més proper. Una trama de falsificació de diners i la ninja més sexy del Shogunat els proporcionaran una nit que mai no oblidaran.                  |                                                                                    |                        |                            |
| 16 | Cançons de bressols pels perduts (1a part) Suiseimushi hito yume (酔生夢死 ひと夢) | 16 de setembre de 2004 | 31 d'agost de 2007         |
| Després de separar-se i seguir cadascú el seu camí, en Jin planta cara a un antic conegut que vol venjar-se, en Mugen intenta capturar un atacant furtiu i la Fuu és rescatada de morir ofegada per un misteriós arquer anomenat Okuru.       |                                                                                    |                        |                            |
| 17 | Cançons de bressols pels perduts (2a part) Suiseimushi futa yume (酔生夢死 ふた夢) | 23 de setembre de 2004 | 7 de setembre de 2007      |
| 18 | La guerra de les paraules Bunburyōdō (文武両道)                                    | 22 de gener de 2005    | 14 de setembre de 2007     |
| Després d'arribar a Hiroshima, Jin ha de complir una promesa relacionada amb una banda que ha canviat les espases pels grafitis. Per la seva banda, Mugen aprendrà a llegir i utilitzarà aquest coneixement per conquerir un castell.         |                                                                                    |                        |                            |
| 19 | Unió blasfema Ingaōhō (因果応報)                                                   | 29 de gener de 2005    | 21 de setembre de 2007     |
| La Fuu s'acosta una mica més al samurai que fa olor de gira-sols en donar refugi a una jove que és perseguida per la seva fe cristiana. Mentrestant, en Mugen i en Jin troben un justicier que és el suposat net de Francesc Xavier.          |                                                                                    |                        |                            |
| 20 | Elegia de l'isolament (1a part) Hikakōgai sono ichi (悲歌慷慨 其之壱)              | 5 de febrer de 2005    | 28 de setembre de 2007     |
| El grup coneix la Sara, una artista itinerant cega que decideix acompanyar-los en el viatge. En Mugen queda captivat per la seva bellesa i la Fuu troba per fi una amiga. Però quin terrible secret amaga, aquesta noia?                      |                                                                                    |                        |                            |
| 21 | Elegia de l'isolament (2a part) Hikakōgai sono ni (悲歌慷慨 其之弐)                | 12 de febrer de 2005   | 5 d'octubre de 2007        |
| La Fuu pren una difícil decisió i en Jin parteix amb la Sara. Tot fa pensar que és la separació definitiva del grup. Però les coses no són el que semblen i aviat es tornaran a ajuntar per plantar cara a una amenaça inesperada.            |                                                                                    |                        |                            |
| 22 | Col·lisions còsmiques Dohatsu Shōten (怒髪衝天)                                    | 19 de febrer de 2005   | 12 d'octubre de 2007       |
| Després de digerir uns bolets molt sospitosos, en Mugen, en Jin i la Fuu cauen literalment dins d'un clot i es veuen transportats a una misteriosa mina on tenen lloc tota classe de sorprenents fenòmens paranormals.                        |                                                                                    |                        |                            |
| 23 | El blues del beisbol Ikkyū Nyūkon (一球入魂)                                       | 26 de febrer de 2005   | 19 d'octubre de 2007       |
| Quan un home anomenat Kagemaru descobreix el talent ocult del Mugen per al beisbol, els fitxa, a ell i als seus amics, per a un transcendental partit contra l'equip americà en el qual està en joc l'honor del Japó.                         |                                                                                    |                        |                            |
| 24 | Encontre fugaç (1a part) Shōji Ruten sono ichi (生死流転 其之壱)                   | 5 de març de 2005      | 26 d'octubre de 2007       |
| Ara que el viatge arriba a la fi, la Fuu, en Mugen i en Jin decideixen tenir un moment d'intimitat compartint records del seu passat. Poc s'imaginen que una temible amenaça ha estat enviada des d'Edo per destruir-los.                     |                                                                                    |                        |                            |
| 25 | Encontre fugaç (2a part) Shōji Ruten sono ni (生死流転 其之弐)                     | 12 de març de 2005     | 2 de novembre de 2007      |
| La Fuu abandona els seus amics per anar sola a la trobada del samurai que fa olor de gira-sols. Per desgràcia, pel cami es trobarà tres assassins embogits que tenen un compte pendent amb en Mugen.                                          |                                                                                    |                        |                            |
| 26 | Encontre fugaç (3a part) Shōji Ruten sono san (生死流転 其之参)                    | 19 de març de 2005     | 9 de novembre de 2007      |
| El viatge arriba a la fi al mateix temps que en Mugen planta cara desarmat als tres germans assedegats de venjança, en Jin s'enfronta a un samurai aparentment invencible i la Fuu troba finalment el samurai que fa olor de gira-sols.       |                                                                                    |                        |                            |